# Рудаковский, Иосиф Иосифович
Иосиф Иосифович Рудаковский (24 декабря 1914, Воронеж — 1947, Черновцы) — советский шахматист, мастер спорта СССР (1939). Инженер-строитель.

## Биография
Участник чемпионатов СССР 1940 и 1945 гг.
Участник чемпионата РСФСР 1934 г.
Бронзовый призер чемпионата Украинской ССР 1940 г. (разделил 3—4 места с В. Г. Кирилловым).
Победитель всесоюзного турнира кандидатов в мастера спорта 1939 г. (занял 1-е место в своей группе).
Запасной игрок сборной СССР при проведении радиоматча СССР — США 1945 г.
Участник 2-го всесоюзного турнира мастеров и I категории по переписке (1937—1938 гг.).

## Спортивные результаты
| Год                       | Город                             | Соревнование                                               | + | − | =  | Результат | Место  |
| ------------------------- | --------------------------------- | ---------------------------------------------------------- | - | - | -- | --------- | ------ |
| 1934                      | Воронеж                           | Полуфинал чемпионата РСФСР                                 | 4 | 0 | 5  | 6½ из 9   | 3—4    |
|                           | Москва                            | Чемпионат РСФСР (предварительная группа II)                | 3 | 3 | 3  | 4½ из 9   | 5—6    |
| 1936                      | Москва                            | Чемпионат ВЦСПС                                            | 5 | 3 | 10 | 10 из 18  | 8      |
| 1937                      | Воронеж                           | Первенство Воронежа                                        |   |   |    |           |        |
|                           | Ростов-на-Дону                    | Всесоюзный турнир I категории (группа I)                   | 8 | 2 | 4  | 10 из 14  | 2—3    |
| 1938                      | Москва                            | Командное первенство ВЦСПС                                 |   |   |    |           |        |
| 1939                      | Ростов-на-Дону                    | Всесоюзный турнир кандидатов в мастера спорта (группа № 1) | 7 | 1 | 5  | 9½ из 13  | 1      |
| 1940                      | Киев                              | Полуфинал 12-го чемпионата СССР                            | 5 | 2 | 9  | 9½ из 16  | 4—7    |
|                           | Москва                            | 12-й чемпионат СССР                                        | 1 | 9 | 9  | 5½ из 19  | 20     |
|                           | Киев                              | 12-й чемпионат Украинской ССР                              | 8 | 4 | 5  | 10½ из 17 | 3—4    |
| 1941                      | Ростов-на-Дону                    | Полуфинал 13-го чемпионата СССР (группа IV)                | 1 | 0 | 2  | 2 из 3    | [ 12 ] |
| 1945                      | Баку                              | Полуфинал 14-го чемпионата СССР                            |   |   |    |           |        |
| 1945                      | Москва                            | 14-й чемпионат СССР                                        | 7 | 6 | 4  | 9 из 17   | 7—9    |
| СОРЕВНОВАНИЯ ПО ПЕРЕПИСКЕ |                                   |                                                            |   |   |    |           |        |
| 1937—1938                 | 2-й турнир мастеров и I категории | 2-й турнир мастеров и I категории                          |   |   |    | 5 из 12   | 9      |